# زاك هيلم
زاك هيلم (بالإنجليزية: Zach Helm)‏ هو كاتب مسرحي وكاتب سيناريو ومخرج أمريكي، ولد في 21 يناير 1975 في سانتا كلارا في الولايات المتحدة.

## وصلات خارجية
- زاك هيلم على موقع IMDb (الإنجليزية)
- زاك هيلم على موقع ألو سيني (الفرنسية)
- زاك هيلم على موقع أول موفي (الإنجليزية)
- زاك هيلم على موقع قاعدة بيانات الأفلام السويدية (السويدية)
- زاك هيلم على موقع قاعدة بيانات الفيلم (الإنجليزية)
- زاك هيلم على موقع كينوبويسك (الروسية)